# Wolfsberger Athletiksport-Club 2014-2015
Questa voce raccoglie le informazioni riguardanti il  Wolfsberger Athletiksport-Club  nelle competizioni ufficiali della stagione 2014-2015.

## Rosa
| N. |                      | Ruolo | Calciatore          |
| -- | -------------------- | ----- | ------------------- |
| 1  | Austria (bandiera)   | P     | Christian Dobnik    |
| 3  | Austria (bandiera)   | C     | Manuel Kerhe        |
| 4  | Filippine (bandiera) | D     | Stephan Palla       |
| 5  | Austria (bandiera)   | C     | René Seebacher      |
| 6  | Austria (bandiera)   | C     | Manuel Weber        |
| 7  | Austria (bandiera)   | D     | Dario Baldauf       |
| 8  | Brasile (bandiera)   | A     | Silvio              |
| 9  | Ungheria (bandiera)  | A     | Attila Simon        |
| 10 | Austria (bandiera)   | C     | Peter Žulj          |
| 11 | Spagna (bandiera)    | C     | Jacobo Ynclán       |
| 15 | Serbia (bandiera)    | D     | Nemanja Rnić        |
| 16 | Austria (bandiera)   | C     | Boris Hüttenbrenner |

| N. |                         | Ruolo | Calciatore             |
| -- | ----------------------- | ----- | ---------------------- |
| 17 | Slovenia (bandiera)     | A     | Tadej Trdina           |
| 18 | Austria (bandiera)      | D     | Michael Berger         |
| 19 | Austria (bandiera)      | C     | Roland Putsche         |
| 20 | Austria (bandiera)      | C     | Stefan Schwendinger    |
| 22 | Austria (bandiera)      | D     | Manuel Seidl           |
| 23 | Austria (bandiera)      | C     | Peter Tschernegg       |
| 24 | Austria (bandiera)      | C     | Christopher Wernitznig |
| 25 | Austria (bandiera)      | D     | Joachim Standfest      |
| 26 | Austria (bandiera)      | D     | Michael Sollbauer      |
| 27 | Austria (bandiera)      | D     | Daniel Drescher        |
| 29 | Burkina Faso (bandiera) | A     | Hervé Oussalé          |
| 31 | Austria (bandiera)      | P     | Alexander Kofler       |

### Staff tecnico
| Allenatore:              | Dietmar Kühbauer |
| Allenatore in seconda:   | Hannes Jochum    |
| Allenatore dei portieri: | Adolf Preschern  |
| Massaggiatore:           | Amela Baltic     |
| Preparatore atletico:    | Anton Rossmann   |